# Epte
Az Epte folyó Franciaország északnyugati részén, Normandiában, a Szajna jobb oldali mellékfolyója.

## Földrajzi adatok

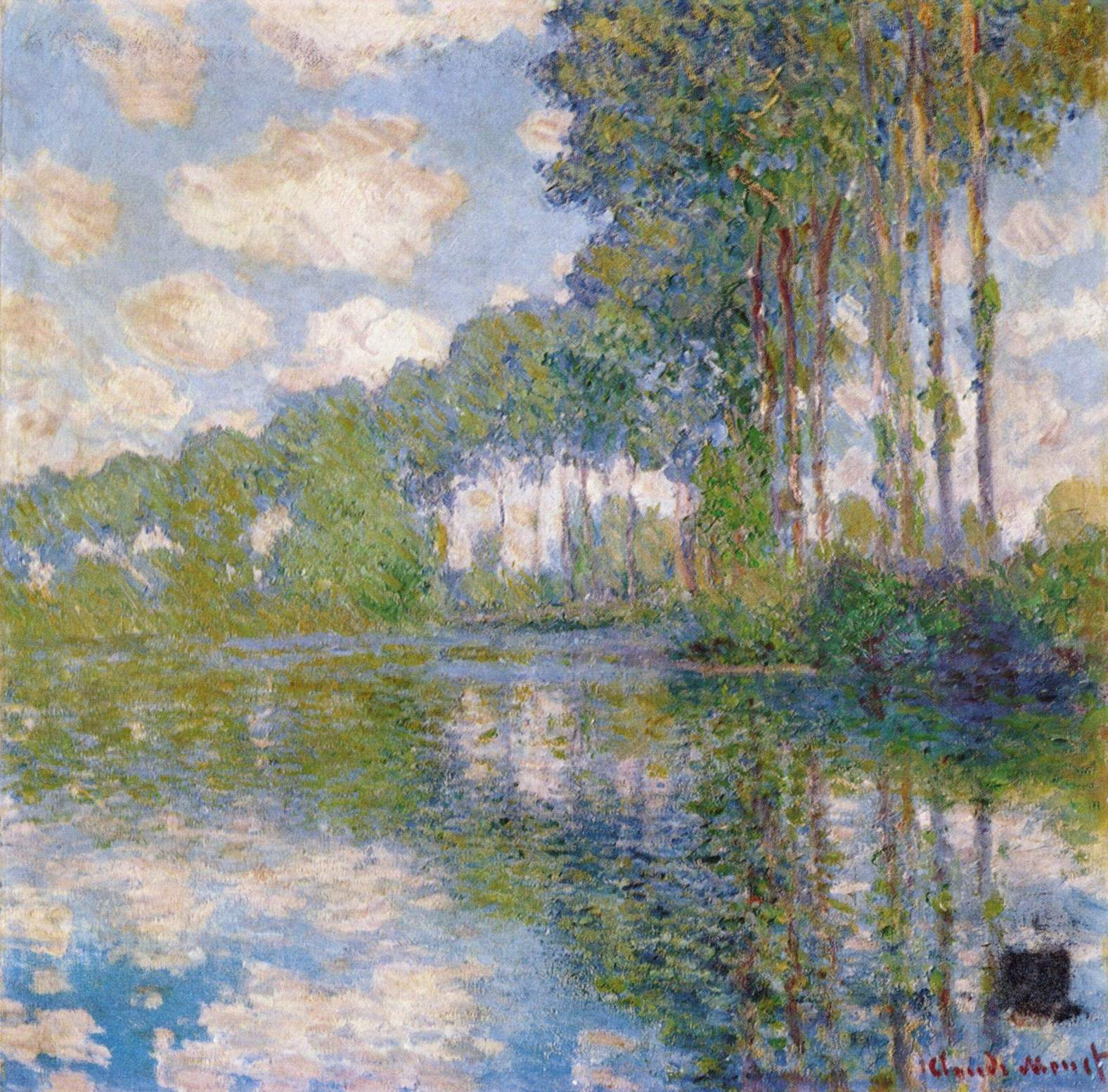
Claude Monet: Nyárfák az Epte mentén (1900 körül)

A folyó a Forges-les-Eaux-nél Seine-Maritime megyében ered 192 méter magasan. Előbb délkeletnek, majd délnek, végül délnyugatnak tart. Eure megyében, Giverny és Limetz-Villez között két ágra szakadva ömlik a Szajnába. Hossza 112,5 km, vízgyűjtő területe 1 473 km².
Mellékfolyói a Levrière, a Bonde, a Troesne és az Aubette de Magny.

## Megyék és városok a folyó mentén
- Seine-Maritime: Haussez, Gournay-en-Bray, Ferrières-en-Bray, Neuf-Marché
- Oise: Talmontiers, Sérifontaine, Éragny-sur-Epte
- Val-d’Oise: Saint-Clair-sur-Epte, Bray-et-Lû
- Yvelines: Gommecourt
- Eure: Bouchevilliers, Bazincourt-sur-Epte, Gisors, Château-sur-Epte, Fourges, Gasny.

Egy 911-ben szentesített szerződés óta határfolyó Normandia és Île-de-France között.